# Tony Smith (homme politique)
Pour les articles homonymes, voir Tony Smith.
Tony Smith, né le 13 mars 1967 à Melbourne, est un homme politique australien. 
Du 10 août 2015 au 23 novembre 2021, il est le président de la Chambre des représentants, et donc le troisième personnage de l'État dans l'ordre protocolaire (après la reine ou son représentant et le premier ministre).
Il obtient une licence en Économie-Gestion à l'Université de Melbourne. Durant ses études, il est président du Club libéral (droite) de l'université, puis président de l'Association des étudiants libéraux du Victoria. À l'issue de ses études, il est chercheur-assistant à l'Institut des affaires publiques, think tank conservateur, de 1989 à 1990. De 1990 à 1998, il travaille comme conseiller médiatique pour le député libéral Peter Costello, qui devient ministre des Finances en 1996. De 1998 à 2001, Smith est l'un de ses principaux conseillers (senior adviser).
Smith est élu député de la circonscription de Casey à la Chambre des représentants fédérale aux élections de 2001, représentant le Parti libéral. Il est réélu en 2004, 2007, 2010 et 2013. De janvier à décembre 2007, il est le secrétaire parlementaire du Premier ministre John Howard. En décembre 2007, les Libéraux perdent le pouvoir, et Smith siège donc sur les bancs de l'opposition parlementaire jusqu'en 2013. Durant ce temps, il est membre du cabinet fantôme : ministre fantôme de l'éducation, des apprentissages et de la formation (2007-2008) ; ministre délégué fantôme aux finances (2008-2009) ; ministre fantôme des communications et de l'économie numérique (2009-2010).
Après la victoire des Libéraux aux élections de 2013, il siège comme simple député sur les bancs de la majorité parlementaire. Le 2 août 2015 la présidente de la Chambre, Bronwyn Bishop, démissionne, sous pression pour avoir abusivement utilisé de l'argent public à des fins personnelles à plusieurs reprises. Le 10 août, les députés choisissent Tony Smith à sa succession. Bien qu'il n'y soit pas tenu, et à l'inverse de sa prédécesseur, il indique qu'il ne participera pas aux affaires de son parti durant son mandat, afin d'exercer la présidence en toute neutralité.